# Skånebanan
Skånebanen (svensk: Skånebanan) er en jernbanestrækning i Skåne i det sydlige Sverige, der går fra Kristianstad til Helsingborg via blandt andet Hässleholm. Den 106 km lange jernbanestrækning åbnede i 1865 (Kristianstad–Hässleholm) og 1875 (Hässleholm–Helsingborg).